# Saint-Laurent-du-Mont
Saint-Laurent-du-Mont è un ex comune francese di 200 abitanti situato nel dipartimento del Calvados nella regione della Normandia. Dal 1º gennaio 2019 è stato incorporato tout court nel comune di Cambremer, non diventandone comune delegato.

## Società

### Evoluzione demografica
Abitanti censiti